# Johann von Bronckhorst-Batenburg
Johann von Bronckhorst-Batenburg († 18. Juli 1504) war Dompropst im Bistum Münster.

## Leben

### Herkunft und Familie
Als Sohn der Eheleute Dietrich von Bronckhorst-Batenburg und Katharina von Gronsfeld wuchs Johann mit seinen sieben Geschwistern in einer Hochadelsfamilie auf. Aus diesem Familienstamm sind zahlreiche Persönlichkeiten, so auch Otto Wilhelm von Bronckhorst zu Gronsfeld (Weihbischof in Münster) hervorgegangen.

### Werdegang und Wirken
Es liegen keinerlei Dokumente vor, die Johanns Leben vor der Übernahme der Dompropstei beschreiben. Als Dompropst urkundlich erwähnt wird er im Jahre 1462. Allerdings leistete er den Eid erst am 14. Januar 1465. In diesem Amt blieb er bis 1504 und war Vertreter des Domkapitels nach außen und Vermögensverwalter.
Am 5. November 1491 wurde er mit der Vereidigung auch Propst von St. Mauritz. Johann hielt sich in den letzten Jahren über längere Zeiträume in Rom auf. Er befürchtete, das Wahlrecht des Domkapitels könne eingeschränkt werden, falls er in Rom stürbe. 1484 gab Papst Innozenz VIII. seine Zusicherung, dass die Rechte des Domkapitels in einem derartigen Fall nicht beeinträchtigt würden.
Nachfolger im Amt des Dompropstes war Philipp von Hoerde.

## Sonstiges
Johann war Besitzer des Amtes Schöneflieth.